# Cymopterus basalticus
Cymopterus basalticus är en flockblommig växtart som beskrevs av Marcus Eugene Jones. Cymopterus basalticus ingår i släktet Cymopterus och familjen flockblommiga växter. Inga underarter finns listade i Catalogue of Life.